# Souldier
Pour l’article ayant un titre homophone, voir Soldier.
Albums de Jain
Zanaka
(2015) The Fool
(2023)
Singles
1. Alright
Sortie : 25 mai 2018
2. Oh Man
Sortie : 16 novembre 2018

Souldier est le deuxième album studio de la chanteuse française Jain, sorti le 24 août 2018.

## Contexte
Après le succès de son premier album et de la tournée qui a suivi, Jain se rend à Cuba en septembre 2017 pour découvrir de nouvelles inspirations pour l'enregistrement de son deuxième album. Puis, elle se rend au studio Spookland à partir du 2 octobre pour le finir.

## Sortie
Souldier est sorti le 24 août 2018, précédé par le single Alright publié le 25 mai 2018.

## Liste des pistes
Toutes les chansons sont écrites et composées par Jain, sauf mention contraire.
| No  | Titre                      | Durée |
| --- | -------------------------- | ----- |
| 1.  | On My Way (Jain, Yodelice) | 3:23  |
| 2.  | Flash (Pointe Noire)       | 2:19  |
| 3.  | Alright                    | 3:42  |
| 4.  | Oh Man                     | 3:22  |
| 5.  | Inspecta                   | 3:05  |
| 6.  | Dream                      | 3:04  |
| 7.  | Star                       | 3:01  |
| 8.  | Feel It (Jain, Yodelice)   | 2:39  |
| 9.  | Abu Dhabi                  | 2:51  |
| 10. | Souldier                   | 3:46  |

## Personnel

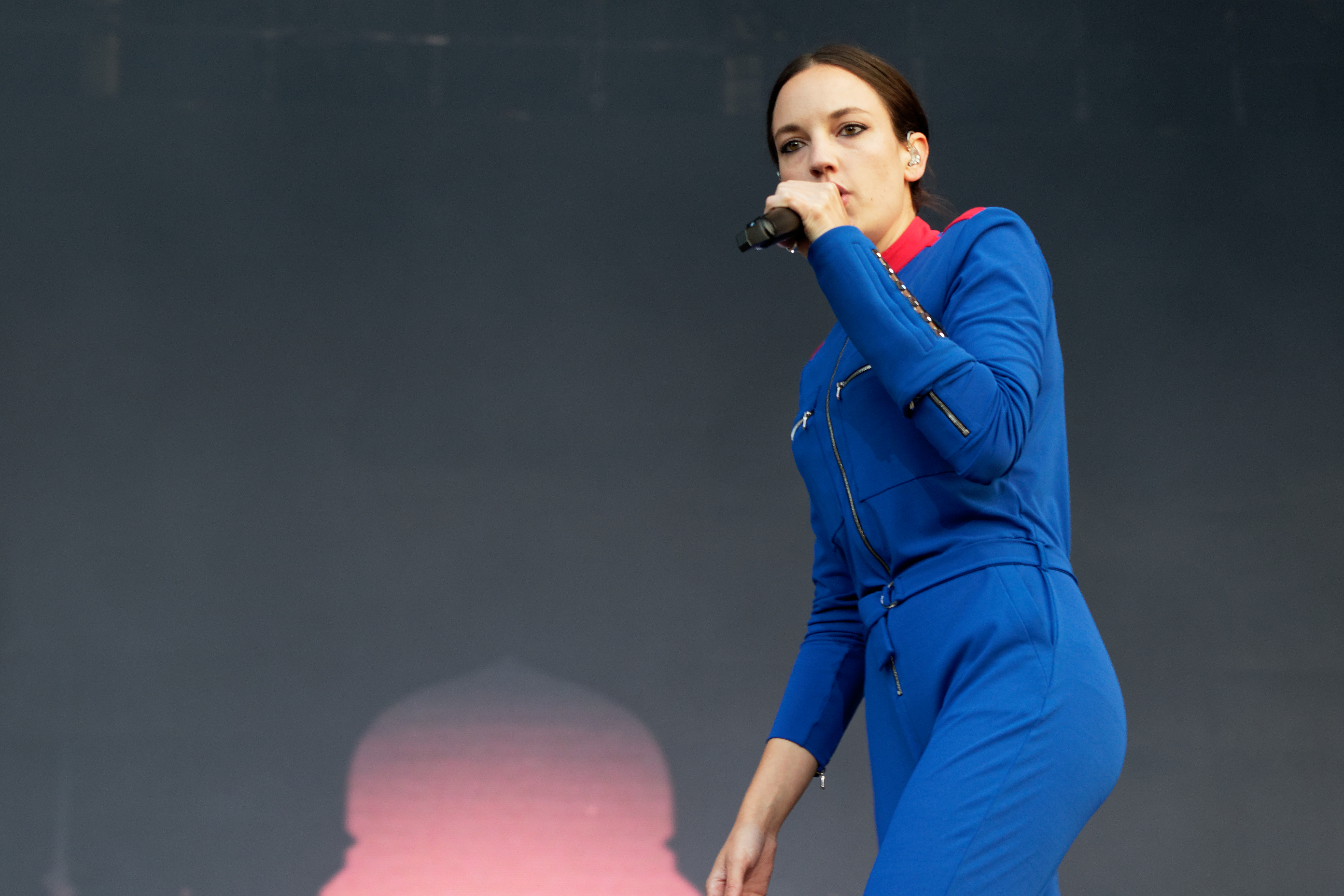
Jain en concert au festival des Vieilles Charrues en 2018, dans sa nouvelle tenue associée à ce deuxième album.

- Jain : chant, claviers (3, 4 et 6), guitare (2 et 6), batterie électronique (3), batterie (7), sitar (9)
- Yodelice : basse, claviers, guitare (3 à 8), batterie (1, 2, 4, 5, 6), batterie électronique (3), saxophone (7), arrangements musicaux (2, 4, 5, 6), enregistrement, mixage, production
- Johan Dalgaard : claviers (2, 9, 10)
- Michael Désir : batterie (3, 9, 10)
- Sidiki Diabaté : kora (4)
- Cub1 et Cyril Atef : percussions (9)
- Romain Théret : arrangements cordes et cuivres

## Réception

### Critique
Robin Cannone du Figaro présente Souldier comme une « poignée de tubes aux sonorités exotiques », chaque chanson présentant une région différente du monde. Cet album « confirme la singularité de cette artiste et l'installe un peu solidement sur les sommets de la pop française ».

### Charts et ventes
L'album entre numéro un du classement des ventes (physiques et téléchargements) en France avec 13 469 exemplaires. 

## Commentaires
Le titre Souldier utilise une ancienne orthographe, devenue obsolète, du mot anglais soldier (« soldat »), jouant ainsi sur la première syllabe qui reprend le mot soul (« âme »).
Les titres Flash (Pointe Noire) et Abu Dhabi font référence à Pointe-Noire et Abou Dabi, deux villes respectivement situées au Congo-Brazzaville et aux Émirats arabes unis, deux pays dans lesquels Jain a vécu une partie de son enfance.
La chanson Inspecta reprend en partie la mélodie du générique de la série d'animation des années 1980 Inspecteur Gadget. Sur ce titre, Jaïn s'adonne au rap  pour les deux couplets avec un refrain chanté.

## Classements
| Classement (2018)            | Meilleure position |
| ---------------------------- | ------------------ |
| Belgique (Flandre Ultratop)  | 152                |
| Belgique (Wallonie Ultratop) | 3                  |
| France (SNEP)                | 1                  |
| Suisse (Schweizer Hitparade) | 2                  |
| Suisse (Romandie)            | 1                  |

| Classement annuel (2018)     | Position |
| ---------------------------- | -------- |
| Belgique (Wallonie Ultratop) | 83       |
| France (SNEP)                | 45       |

| Classement annuel (2019)     | Position |
| ---------------------------- | -------- |
| Belgique (Wallonie Ultratop) | 164      |
| France (SNEP)                | 76       |

## Certifications
| Pays          | Certifications | Unités certifiées |
| ------------- | -------------- | ----------------- |
| France (SNEP) | 2 × Platine    | 200 000           |